# Ministero federale degli affari sociali, della salute e della tutela dei consumatori
Il Ministero federale degli affari sociali, della salute e della tutela dei consumatori (in tedesco: Bundesministerium für Soziales, Gesundheit, Pflege und Konsumentenschutz) è un dicastero del governo austriaco incaricato di gestire il sistema sanitario e le politiche sociali dell'Austria.
L'attuale ministro è Johannes Rauch, in carica dall'8 marzo 2022.

## Storia
Il ministero fu fondato negli ultimi anni della prima guerra mondiale, nel 1917, con delega alla salute pubblica per sostenere gli individui impoveriti o debilitati dal conflitto. Le sue responsabilità infatti si limitarono principalmente alla gestione del sistema pensionistico (incluse le pensioni d'invalidità).
Nel 1997 il governo, guidato da Viktor Klima, decise di fondere il Ministero della salute e della tutela dei consumatori con il Ministero del lavoro e degli affari sociali (anche se la tutela dei consumatori passò alla Cancelleria federale), decisione poi rivista dal primo governo Schüssel, che nel 2003 decise di separare le deleghe: il lavoro passò al Ministero dell'economia, mentre salute e affari sociali divennero due ministeri indipendenti; a quest'ultimo fu inoltre riassegnata la delega alla tutela dei consumatori.
Un'ulteriore cambiamento si verificò nel 2009 quando il governo Faymann riscattò la delega al lavoro dal Ministero dell'economia, fondando un dicastero indipendente che assorbì gli affari sociali e, nel 2018, la salute.